# Mamady Diambou
Mamady Diambou (Malí, 11 de noviembre de 2002) es una futbolista maliense que juega de centrocampista en el Red Bull Salzburgo de la Bundesliga austríaca.

## Estadísticas

### Clubes
Actualizado al último partido disputado el 6 de noviembre de 2024.
| Club                         | Div.          | Temporada     | Liga  | Liga  | Copas nacionales | Copas nacionales | Copas internacionales | Copas internacionales | Total | Total |
| Club                         | Div.          | Temporada     | Part. | Goles | Part.            | Goles            | Part.                 | Goles                 | Part. | Goles |
| ---------------------------- | ------------- | ------------- | ----- | ----- | ---------------- | ---------------- | --------------------- | --------------------- | ----- | ----- |
| F. C. Liefering · Austria    | 2.ª           | 2020-21       | 14    | 1     | —                | —                | —                     | —                     | 14    | 1     |
| F. C. Liefering · Austria    | 2.ª           | 2021-22       | 17    | 2     | —                | —                | —                     | —                     | 17    | 2     |
| F. C. Liefering · Austria    | Total club    | Total club    | 31    | 3     | 0                | 0                | 0                     | 0                     | 31    | 3     |
| Red Bull Salzburgo · Austria | 1.ª           | 2021-22       | 9     | 0     | 1                | 0                | 0                     | 0                     | 10    | 0     |
| Red Bull Salzburgo · Austria | 1.ª           | 2022-23       | 4     | 0     | 2                | 0                | 0                     | 0                     | 6     | 0     |
| F. C. Lucerna · Suiza        | 1.ª           | 2022-23       | 13    | 0     | 0                | 0                | —                     | —                     | 13    | 0     |
| F. C. Lucerna · Suiza        | Total club    | Total club    | 13    | 0     | 0                | 0                | 0                     | 0                     | 13    | 0     |
| Red Bull Salzburgo · Austria | 1.ª           | 2023-24       | 14    | 0     | 2                | 0                | 0                     | 0                     | 16    | 0     |
| Red Bull Salzburgo · Austria | 1.ª           | 2024-25       | 7     | 0     | 2                | 1                | 7                     | 0                     | 16    | 1     |
| Red Bull Salzburgo · Austria | Total club    | Total club    | 34    | 0     | 7                | 1                | 7                     | 0                     | 48    | 1     |
| Total carrera                | Total carrera | Total carrera | 65    | 3     | 7                | 1                | 7                     | 0                     | 79    | 4     |

## Palmarés

### Títulos nacionales
| Título          | Club               | País    | Año  |
| --------------- | ------------------ | ------- | ---- |
| Bundesliga      | Red Bull Salzburgo | Austria | 2022 |
| Copa de Austria | Red Bull Salzburgo | Austria | 2022 |